# ジ・オールド・チェシャー・チーズ

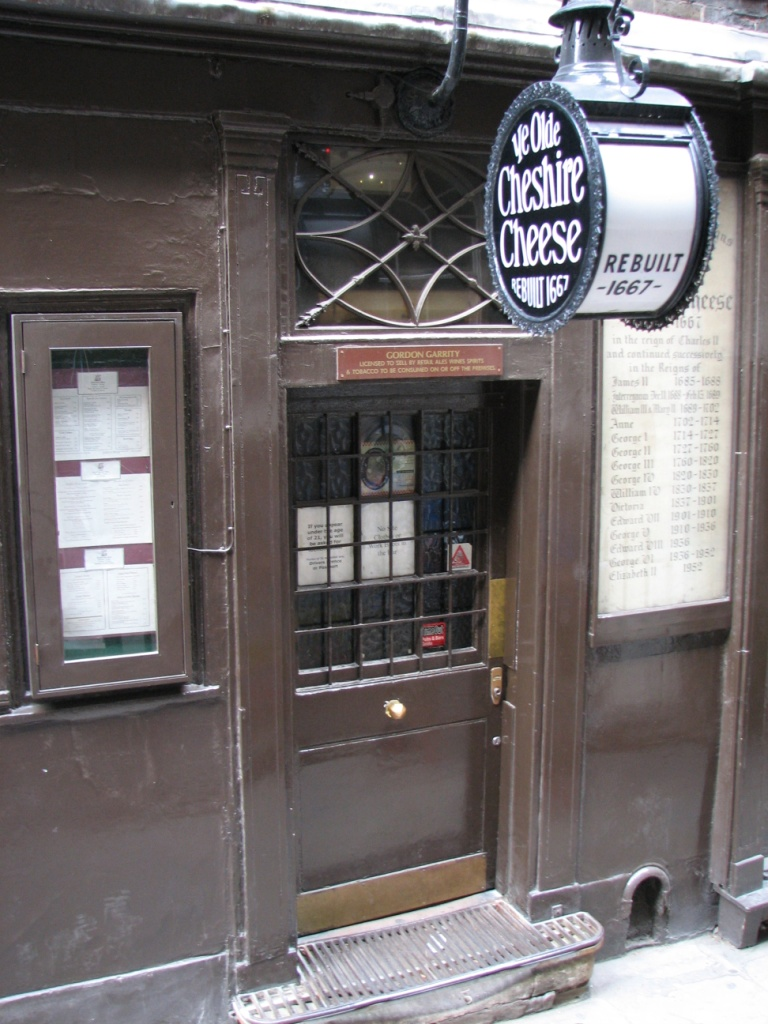
パブの右側の入り口。営業開始以降にイングランドを治めた君主全員の名前が書いてある。

ジ・オールド・チェシャー・チーズ (英語: Ye Olde Cheshire Cheese) は第二級イギリス指定建造物となっているロンドンのパブであり、シティ・オブ・ロンドンのワイン・オフィス・コート、フリート・ストリート145番地にある。1666年のロンドン大火の後に建てられた古いパブで、P・G・ウッドハウスなどを含む文学関係者が訪れた場所として知られている。キャンペーン・フォー・リアル・エールのNational Inventory of Historic Pub Interiorsに登録されている。

## 来歴
ジ・オールド・チェシャー・チーズがある場所は13世紀頃まではカルメル会修道院が所有していた土地であり、1538年から同じ場所にホーン・タヴァーンと呼ばれるパブがあった。ロンドン大火後の1667年に再建され、チェシャー・チーズという名前で営業を開始した。
1680年のブロードサイド・バラッドであるA New Ballad of the Midwives Ghostは、産婆の霊が自分が死んだ家に現れ、殺して埋めた私生児の骨を掘り出すよう新しい住人に促す空想的な物語を語っている。バラッドの最後の部分は、この話が本当であり、証拠としてチェシャー・チーズに展示されている子どもの骨を見ることができると強調している。

かつてこのパブにはエロティックなタイルが飾られていた部屋があり、この部屋は18世紀中頃に売春宿として使用されていた可能性がある。

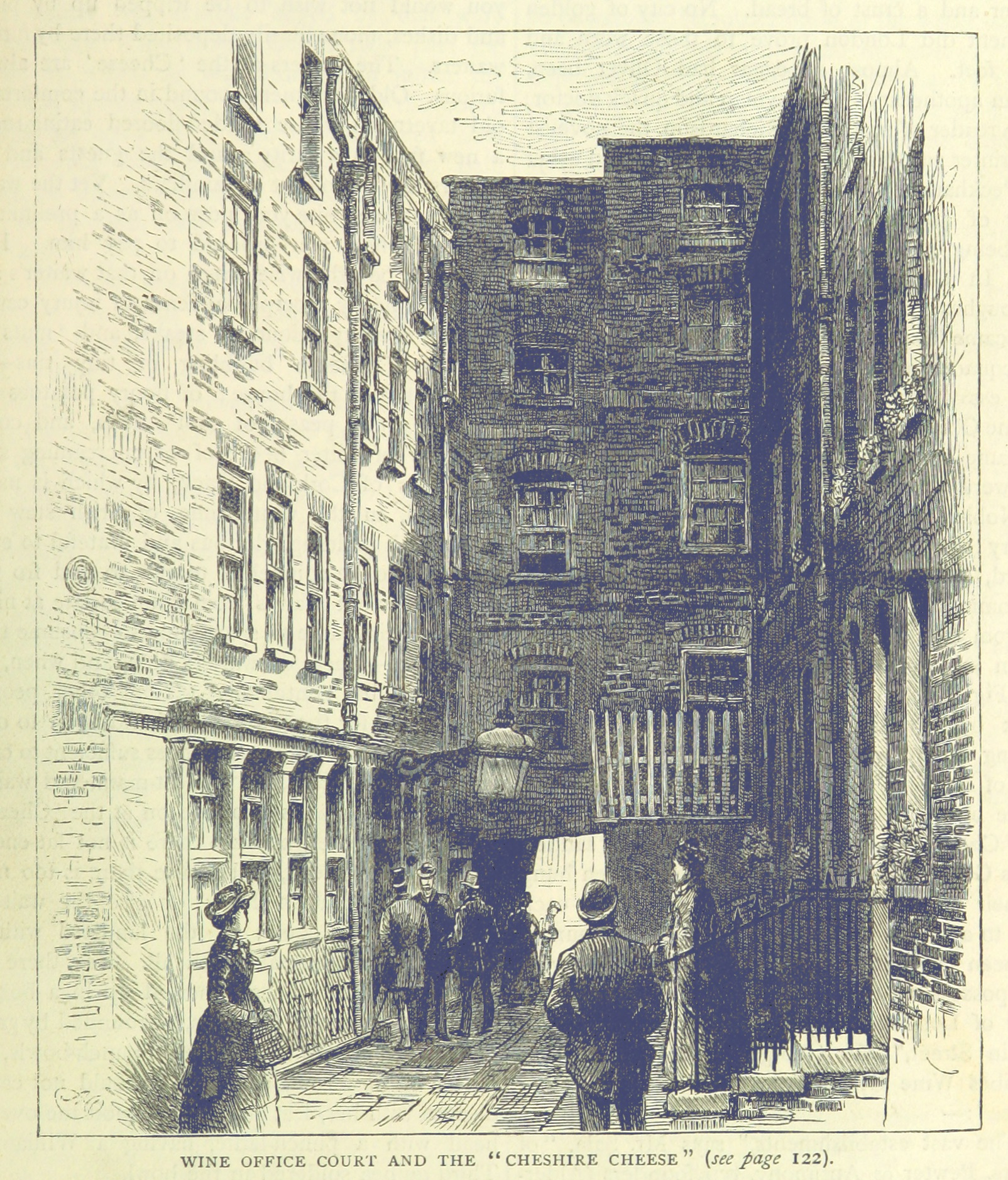
1873年頃のジ・オールド・チェシャー・チーズ

オリヴァー・ゴールドスミス、アルフレッド・テニスン、マーク・トウェイン、アーサー・コナン・ドイルなどがこのパブを訪れたという言い伝えがある。チャールズ・ディケンズはこのパブを知っており、『二都物語』に登場するフリート・ストリートのパブはここではないかと言われている。P・G・ウッドハウスもこのパブを訪れており、ここで昼食をとったと述べている手紙が残っている。ウッドハウスの作品でもこのパブの名前が言及されている。
アガサ・クリスティが生み出した架空の探偵であるエルキュール・ポアロは1924年の作品「100万ドル債券盗難事件」においてチェシャー・チーズ亭で新規顧客と食事をとっており、「素晴らしいステーキ・アンド・キドニー・プディング」を出すという描写がある。
20世紀の初め頃にはポリーという名前のヨウムを40年ほど飼っており、1926年にこの鳥が死亡した時には世界中の200紙ほどの新聞に訃報が出て、2LOラジオ局でも死のニュースが読み上げられた。 

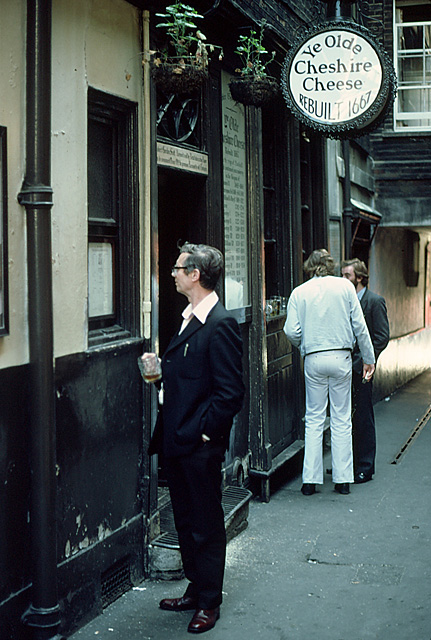
1980年のパブ

ジャーナリストに人気のあるパブであり、1967年2月1日にこのパブで医学ジャーナリスト協会の設立会議が行われた。
1977年に第二級イギリス指定建造物として登録された。2015年11月11日にはパブ周辺で火災が発生したが、大きな損害は被らなかった。